# Chanchai Nanseebut
Chanchai Nanseebut (thailändisch ชาญชัย นันสีบุตร, * 28. April 1988) ist ein thailändischer Fußballspieler.

## Karriere
Chanchai Nanseebut stand bis Saisonende 2012 beim  Zweitligisten PTT Rayong FC unter Vertrag. Seit wann er bei dem Verein aus Rayong spielte, ist unbekannt. Die Rückrunde 2012 spielte er beim Drittligisten Udon Thani FC. 2013 wechselte er zum Zweitligisten TTM FC. Hier stand er bis zu dessen Auflösung Ende 2015 unter Vertrag. Der Thai LeagueErstligist Army United aus der Hauptstadt Bangkok nahm ihn 2016 für zwei Jahre unter Vertrag. Am Ende der Saison musste er mit der Army in die zweite Liga absteigen. 2018 wechselte er in die dritte Liga. Hier schloss er sich dem MOF Customs United FC an. Am Ende der Saison feierte er mit den Customs die Meisterschaft der Lower Region sowie den Aufstieg in die zweite Liga. Im Juni 2019 wechselte er bis Jahresende zum Ligakonkurrenten Air Force Central. Für die Air Force stand er dreimal in der zweiten Liga auf dem Spielfeld. Ende 2019 gab der Verein bekannt, dass man sich aus dem Ligabetrieb zurückzieht. Der Zweitligist Uthai Thani FC aus Uthai Thani nahm ihn ab Anfang 2020 unter Vertrag. Für Uthai Thani kam er in der zweiten Liga nicht zum Einsatz. Im Januar 2021 unterschrieb er einen Vertrag beim Drittligisten Royal Thai Army FC. Nach einer Saison wechselte er im August 2022 zum Drittligaaufsteiger Lopburi City FC. Mit dem Verein aus Lopburi spielte er 14-mal in der Western Region der Liga.

## Erfolge
MOF Customs United FC
- Thai League 3 – Lower: 2018